# Cory Kane
Cory Kane (* 15. září 1990, Irvine, Spojené státy americké) je americký hokejista. Hraje na postu útočníka.

## Hráčská kariéra
- 2007/2008 Boston Jr. Bruins (EJHL)
- 2008/2009 Vernon Vipers (BCHL)
- 2009/2010 Vernon Vipers (BCHL)
- 2010/2011 Ferris State University (NCAA)
- 2011/2012 Ferris State University (NCAA)
- 2012/2013 Ferris State University (NCAA)
- 2013/2014 Ferris State University (NCAA), Providence Bruins (AHL)
- 2014/2015 Providence Bruins (AHL), South Carolina Stingrays (ECHL)
- 2015/2016 Texas Stars (AHL)
- 2016/2017 HC Oceláři Třinec ELH
- KHL 2017/2018 HC Rudá hvězda Kunlun (KHL)
- KHL 2018/2019 HC Rudá hvězda Kunlun (KHL)
- KHL 2019/2020 HC Rudá hvězda Kunlun (KHL)